# St. Helena (Nebraska)
St. Helena é uma vila localizada no estado americano de Nebraska, no Condado de Cedar.

## Demografia
Segundo o censo americano de 2000, a sua população era de 86 habitantes.

## Geografia
De acordo com o United States Census Bureau, a localidade tem uma área de 1,1 km², sem área coberta por água.

## Localidades na vizinhança
O diagrama seguinte representa as localidades num raio de 20 km ao redor de St. Helena.